# Jean Bourinot
Jean Bourinot ou John Bourinot, né le 15 mars 1814 à Jersey et mort le 19 janvier 1884 à Ottawa, est un négociant et un sénateur canadien-français. 

## Biographie
Jean Boudinot naquit à Jersey dans la paroisse de Grouville. Il suivit l'enseignement primaire à Jersey et continua dans l'enseignement supérieur à Caen en Normandie.
Au début des années 1830, il émigre au Canada dans le commerce et le négoce. Il devient rapidement agent de la Lloyd's of London.
En 1834, il est choisi comme vice-consul de France.
En 1835, il se marie avec Margaret Ann Marshall, fille de John George Marshall, magistrat et personnalité politique de la Nouvelle-Écosse. Il aura onze enfants dont John George Bourinot, historien et journaliste canadien.
Vers 1840, Jean Bourinot se bat pour l'indépendance de l'île du Cap-Breton du reste de la Nouvelle-Écosse.
En 1859, il est élu député de l'île du Cap-Breton à Halifax pour la législature jusqu'en 1867. Il est élu sénateur, membre du Parti libéral-conservateur du Premier ministre du Canada, John A. Macdonald.
En 1866, il se rallie au Premier ministre du Canada, Charles Tupper, pour le projet de confédération canadienne.
Jean Bourinot meurt en 1884 à Ottawa lors de l'ouverture de la session parlementaire.